# Bahnhof Rosbach v d Höhe
Der Bahnhof Rosbach v d Höhe ist der Bahnhof der hessischen Stadt Rosbach vor der Höhe. Er liegt an Streckenkilometer 32,3 der Bahnstrecke Friedrichsdorf–Friedberg im Stadtteil Ober-Rosbach. Das Empfangsgebäude ist als Kulturdenkmal eingestuft.

## Geschichte
Der Bahnhof wurde am 15. Juli 1901 in Betrieb genommen. Obwohl näher am Stadtteil Nieder-Rosbach gelegen, lag er seit der Trennung der Gemarkung im Jahr 1912 auf Ober-Rosbacher Gebiet.
Im Jahr 1904 schloss die Gemeinde einen Vertrag mit der ortsansässigen Eisen- und Manganerzgewerkschaft über den Bau einer Schmalspurbahn mit Lokomotivbetrieb zum Bahnhof. Dort wurden die Erze umgeladen und zu den Hütten in Wetzlar und dem Ruhrgebiet transportiert. Im Jahr 1926 wurde der Grubenbetrieb eingestellt und die Erztransportbahn zurückgebaut.
Im Jahr 1985 wurde Rosbach zum Haltepunkt zurückgebaut. 1998 erfolgte eine Übernahme des Betriebes auf der Bahnstrecke Friedrichsdorf–Friedberg (unter der Bezeichnung „Brunnenbahn“) durch die Butzbach-Licher Eisenbahn AG (BLE), einer Tochter der Hessischen Landesbahn GmbH. Im Jahr 2002 wurde die gesamte Strecke wie auch die Bahnhöfe modernisiert, hierfür wurde der Verkehr für mehrere Wochen eingestellt. Im Frühjahr erfolgte die Wiederinbetriebnahme des nun barrierefreien Bahnhofs. Seitdem ist Rosbach der einzige Bahnhof auf der ansonsten eingleisigen Strecke von Friedberg nach Friedrichsdorf, der über ein Ausweichgleis verfügt.
Seit 1. April 2023 wird die Bahnstrecke Friedrichsdorf–Friedberg und damit auch der Bahnhof Rosbach v d Höhe von der Regionalverkehre Start Deutschland bedient, wobei bis auf Weiteres Züge der HLB eingesetzt werden.

## Infrastruktur
Das Empfangsgebäude, ein traufständiger, zweigeschossiger Zentralbau, wird von zwei niedrigen Anbauten flankiert, von denen eines in Sichtfachwerk ausgeführt ist. Der Hauptbau weist auf Straßen- und Schienenseite jeweils einen steilen Fachwerkquergiebel auf. Das Gebäude, welches als städtische Bibliothek genutzt wird, ist heute ein Kulturdenkmal gemäß dem Hessischen Denkmalschutzgesetz.
Der Bahnhof hat zwei Außenbahnsteige. Gleis 2 ist der Hausbahnsteig. Von hier fahren die Züge nach Friedrichsdorf. Von Gleis 3 verkehren die Züge nach Friedberg. Am Bahnhof befindet sich auch eine alte Siloabfüllanlage (welche nicht mehr in Betrieb ist) und eine Fahrzeugwaage.

## Verkehr
Am Rosbacher Bahnhof halten die Züge im Stundentakt, der zur Hauptverkehrszeit auf einen Halbstundentakt verdichtet wird, bei dem die Züge im Bahnhof Rosbach kreuzen.
| Linie | Verlauf | Takt                                    |
| ----- | --- | --------------------------------------- |
| RB 16 | Friedrichsdorf (Taunus) – Burgholzhausen v.d.H – Rodheim v d Höhe – Rosbach v d Höhe – Friedberg Süd – Friedberg (Hess) Stand: Fahrplanwechsel Dezember 2022 | 30 min (wochentags) 60 min (Wochenende) |